# Olivetolo
L'olivetolo è un resorcinolo presente in alcune specie di licheni. È un precursore nella biosintesi dei tetraidrocannabinoli.